# Thymelaea coridifolia
Thymelaea coridifolia är en tibastväxtart. Thymelaea coridifolia ingår i släktet sparvörter, och familjen tibastväxter.

## Underarter
Arten delas in i följande underarter:
- T. c. coridifolia
- T. c. dendrobryum